# Liou Kuo-liang
Liou Kuo-liang (čínsky pchin-jinem Liú Guóliáng, znaky 刘国梁; 10. ledna 1976, Sin-siang) je bývalý čínský stolní tenista, v současnosti trenér a sportovní funkcionář.
Je druhým stolním tenistou historie, který zkompletoval pingpongový grandslam (zlato z olympiády, mistr světa a vítěz světového poháru), což se mu podařilo roku 1999. Olympijské medaile má celkem čtyři: zlato ze singlu a čtyřhry z olympijských her v Atlantě roku 1996, stříbro z dvouhry a bronz ze singlu z olympijských her v Sydney z roku 2000. Světový pohár vyhrál jednou (1996), titulů mistra světa má sedm, z toho ovšem jediný, z roku 1999, je individuální, a právě díky němu si připsal grandslam, jako druhý po Jan-Ove Waldnerovi. Po skončení hráčské kariéry se stal trenérem a později šéftrenérem čínské pingpongové reprezentace. Jeho odvolání (formálně přeřazení na pozici místopředsedy Čínského pingpongového svazu) v roce 2017 vyvolalo bezprecedentní protest čínských reprezentantů, kteří odmítli nastoupit k zápasům světového poháru na domácí půdě v Čcheng-tu, kde podporu odvolanému trenérovi vyjádřilo i publikum. Skandál skončil kompromisem – místo šéftrenéra Liou Kuo-liang nezískal zpět, ale byl zvolen předsedou svazu a pověřen přípravou reprezentace na hry v Tokiu roku 2020.